# 仏教情報センター
一般社団法人仏教情報センター（ぶっきょうじょうほうセンター）は、精神のよりどころとしての仏教を現代社会に生かすことを目的に、1983年（昭和58年）、首都圏在住の伝統仏教各宗派（曹洞宗、臨済宗、浄土真宗本願寺派、真宗大谷派、日蓮宗、浄土宗、天台宗、真言宗）有志によって設立。現在150余名の僧侶がボランティアで参加し、仏教テレフォン相談や街頭相談を中心に活動している。

## 仏教テレフォン相談
仏教テレフォン相談は、月曜から金曜の午前10時 - 12時、午後1時 - 4時に開設しており、日替わりで各宗派の僧侶が担当。年間4,000件以上の仏事相談や人生相談に応じている。各曜日担当宗派は以下の通り。
- 月曜日 : 曹洞宗・臨済宗
- 火曜日 : 浄土真宗本願寺派・真宗大谷派
- 水曜日 : 日蓮宗
- 木曜日 : 浄土宗
- 金曜日 : 天台宗・真言宗